# Cristian Ledesma
Cristian Daniel Ledesma, mais conhecido como Cristian Ledesma, ou simplesmente Ledesma, (Morón, 24 de setembro de 1982), é um ex-futebolista e atual treinador argentino naturalizado italiano que atuava como meia. É irmão do meia Pablo Ledesma. Atualmente treina o sub 17 do Frosinone.

## Carreira

### Boca Juniors
Revelado pelo Boca Juniors, Ledesma atuou nas categorias de base Xeneize de 1997 a 2001.

### Lecce
Ledesma foi negociado em 2001 com o Lecce, onde jogou até 2006, com seis gols em 134 partidas. 

### Lazio
Em 2006 foi jogar na Lazio também na Itália onde ficou por nove anos fazendo 318 jogos e se tornou ídolo.

### Santos
Em 03 de setembro de 2015, assinou contrato de 2 anos com o Santos . Dia 6 de janeiro de 2016 seu contrato foi rescindido. 

### Ternana Calcio
No Dia 20 de janeiro de 2017 acertou sua volta a italia vai atuar pelo Ternana Calcio

## Títulos

### Competições jovens
Lecce
- Coppa Italia Primavera: 2001-2002

### Competições nacionais
Lazio
- Coppa Italia: 2008-09, 2012-13
- Supercopa da Itália: 2009